# Superammasso della Vergine
Il Superammasso della Vergine è il superammasso di galassie che contiene il nostro Gruppo Locale, e all'interno di questo la nostra galassia, la Via Lattea (a cui appartiene il sistema solare). Ha la forma di un disco appiattito, con un diametro di circa 100 milioni di anni luce. Contiene circa 100 tra gruppi e ammassi di galassie, e prende il nome dall'Ammasso della Vergine, che si trova vicino al suo centro. Il Gruppo Locale si trova al bordo del superammasso, e si muove lentamente verso il suo centro. Oggi, il nome Superammasso Locale, precedentemente usato come sinonimo del nome Superammasso della Vergine, è in realtà attribuito al Superammasso Laniakea, che comprende anche il Superammasso della Vergine. La nuova definizione è frutto di studi effettuati nel settembre 2014 sulla velocità relativa delle galassie.

## Storia

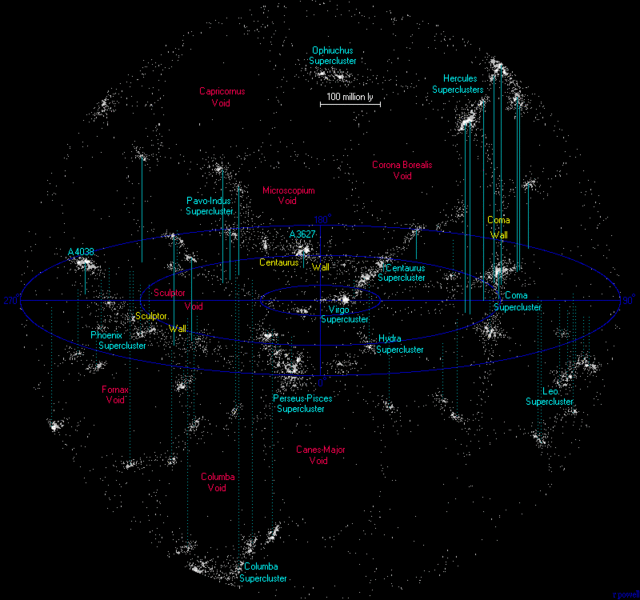
Distribuzione delle galassie nell'Universo; al centro si trova la Via Lattea e poco a destra il superammasso della Vergine.

A partire dalla prima grande raccolta di nebulose pubblicata da William e John Herschel nel 1863, è noto che c'è un marcato eccesso di campi di nebulose in direzione della costellazione della Vergine, in vicinanza del polo nord galattico.
Negli anni cinquanta del secolo scorso l'astronomo franco-americano G.H. de Vaucouleurs fu il primo a ipotizzare che questo eccesso rappresentasse una struttura di tipo galattico su grande scala, coniando nel 1953 il termine "Supergalassia Locale" che poi cambiò in Superammasso Locale nel 1958 e in Superammasso della Vergine nel 2014.
Durante gli anni sessanta e settanta si dibatté la questione se il Superammasso della Vergine fosse effettivamente una struttura o dovesse essere considerato un casuale allineamento di galassie. La questione fu risolta con le grandi analisi sul redshift condotte tra la fine degli anni settanta e l'inizio degli anni ottanta, che dimostrarono in modo convincente una concentrazione appiattita di galassie lungo il piano supergalattico.

## Descrizione
Osservando gli effetti gravitazionali sui movimenti delle galassie, è possibile stimare la massa totale del Superammasso della Vergine a circa 1015 volte quella del Sole. La sua luminosità è però troppo poca per rendere conto di questa cifra, e si pensa quindi che gran parte della sua massa sia composta di materia oscura.
Un'anomalia gravitazionale conosciuta come il Grande Attrattore si trova da qualche parte nel superammasso. Le osservazioni sono ostacolate dal fatto che la sua posizione lo fa apparire nel nostro cielo proprio nel piano della galassia, dove gas e polveri oscurano la vista.
Il Superammasso della Vergine e, di conseguenza anche il Gruppo Locale con la nostra Via Lattea, risulta essere parte del più grande Superammasso Laniakea, detto anche Superammasso Locale.

### Struttura
In un complesso lavoro del 1982, Brent Tully illustrò la struttura di base dei Superammassi Locali. Essa consiste di due componenti: un disco apprezzabilmente appiattito (contenente 2/3 delle galassie luminose del superammasso), e un alone approssimativamente sferico (che contiene il rimanente 1/3 delle galassie luminose).
Il disco stesso è un ellissoide sottile (ca. 1 Mpc) con un rapporto asse maggiore/asse minore di almeno 6:1 e che può arrivare anche fino a 9:1.
I dati del giugno 2003 provenienti dalla quinquennale analisi Two-degree-Field Galaxy redshift Survey (2dF) hanno permesso agli astronomi di confrontare il Superammasso della Vergine con altri superammassi. Il Superammasso della Vergine risulta essere un superammasso modesto e privo di un nucleo ad alta densità. Possiede un ammasso ricco di galassie al centro, circondato da filamenti di galassie e gruppi modesti.
Il Gruppo Locale è situato sul bordo del superammasso in un piccolo filamento che si estende dall'ammasso della Fornace a quello della Vergine.

### Distribuzione delle galassie

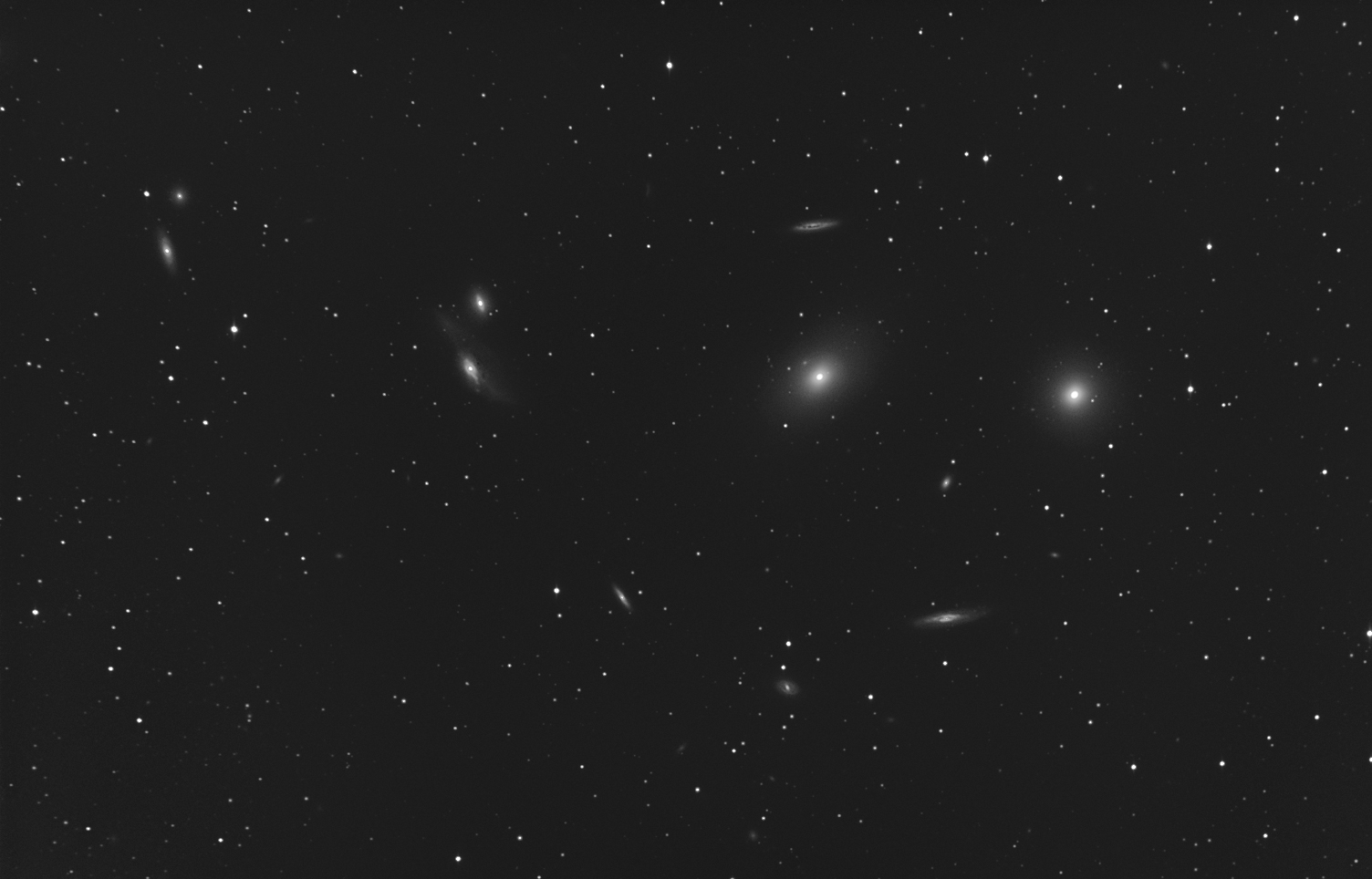
Il centro dell'ammasso della Vergine.

La densità numerica delle galassie nel Superammasso della Vergine diminuisce con il quadrato della distanza dal suo centro, situato nei pressi dell'ammasso della Vergine, suggerendo che le componenti di questo ammasso non siano disposte in modo casuale. In complesso, la grande maggioranza delle galassie luminose (di grandezza assoluta maggiore di -13) è concentrata in un piccolo numero di nubi (gruppi di ammassi galattici). Il 98% si trova nelle seguenti undici nubi, elencate in ordine decrescente di galassie luminose: Cani da caccia, ammasso della Vergine, Vergine II (ramo sud), Leone II, Vergine III, Cratere (NGC 3672), Leone I, Leone Minore (NGC 2841), Dragone (NGC 5907), Macchina Pneumatica (NGC 2997) e NGC 5643. Delle galassie luminose localizzate nel disco, un terzo si trova nell'ammasso della Vergine mentre le rimanenti si trovano nella nube dei Cani da caccia e nella nube della Vergine II, con l'aggiunta del piuttosto insignificante gruppo di NGC 5643.
La distribuzione indica che "la maggior parte dello spazio al di fuori del piano supergalattico è un grande vuoto". Un'utile analogia che corrisponde alla distribuzione osservata è quella delle bolle di sapone. Ammassi piuttosto piatti e superammassi si trovano all'intersezione delle bolle, che sono grandi, approssimativamente sferiche (con diametri dell'ordine di 20-60 Mpc) e vuote al loro interno. Le strutture filamentose lunghe sembrano essere predominanti. Un esempio è il superammasso dell'Idra-Centauro, il superammasso più vicino al nostro, che inizia ad una distanza di circa 30 Mpc e si estende fino a 60 Mpc.

### Dinamiche su grande scala
Dalla fine degli anni ottanta è risultato chiaro che non solo il Gruppo Locale, ma tutta la materia fino alla distanza di almeno 50 Mpc è soggetta ad uno spostamento in blocco a velocità dell'ordine di 600 km/s nella direzione dell'Ammasso del Regolo (Abell 3627). Lynden-Bell ed altri autori (1988) hanno dato a questa causa il nome di Grande Attrattore. Se da un lato gli astronomi si sentono abbastanza sicuri per quanto riguarda la velocità del Superammasso della Vergine, che è stata misurata in confronto alla Radiazione cosmica di fondo, la natura di ciò che lo sta provocando non è ancora ben compresa.